# Jakob von Weizsäcker
Jakob von Weizsäcker (ur. 4 marca 1970 w Heidelbergu) – niemiecki polityk i ekonomista, deputowany do Parlamentu Europejskiego VIII kadencji, minister w rządzie Saary.

## Życiorys
Pochodzi z rodziny von Weizsäckerów: jest synem Ernsta Ulricha von Weizsäckera i wnukiem Carla Friedricha von Weizsäckera (starszego brata Richarda von Weizsäckera, prezydenta RFN i następnie Niemiec w latach 1984–1994).
Jakob von Weizsäcker w 1989 zdał egzamin maturalny w United World College of the Atlantic w Walii, po czym do 1991 studiował matematykę, fizykę i informatykę na Uniwersytecie w Bonn. W latach 1991–1992 przebywał w Polsce jako wolontariusz organizacji Aktion Sühnezeichen Friedensdienste. Kształcił się następnie na francuskich uczelniach: ENS w Lyonie i ENS w Paryżu. Był badaczem w centrum studiów ekonomicznych na Uniwersytecie Ludwika i Maksymiliana w Monachium, asystentem parlamentarnego sekretarza Siegmara Mosdorfa, ekonomistą w Banku Światowym w Waszyngtonie i Duszanbe oraz pracownikiem brukselskiego think tanku Bruegel. W 2010 mianowano go dyrektorem departamentu w ministerstwie gospodarki regionalnego rządu w Turyngii.
W 1994 został członkiem Socjaldemokratycznej Partii Niemiec. W wyborach europejskich w 2014 z ramienia socjaldemokratów uzyskał mandat posła do Europarlamentu VIII kadencji.
W grudniu 2018 otrzymał nominację na stanowisko głównego ekonomisty w federalnym ministerstwie finansów (od stycznia 2019); w konsekwencji zrezygnował z mandatu europosła. W kwietniu 2022 został ministrem finansów i nauki w rządzie Saary kierowanym przez Anke Rehlinger.